# オウギタケ
オウギタケ（扇茸、Gomphidius roseus）は、イグチ目オウギタケ科のオウギタケ属に分類されるきのこの一種である。

## 形態
かさは低いまんじゅう形から開いてほぼ平らになり、老成すれば浅い皿状に窪むこともあり、径3-8cm程度、湿った時にはかなり著しい粘性があり、緋色ないし帯褐淡赤色であるが、古くなるとやや褪色し、またしばしば褐色ないし黒褐色の不規則なしみを生じる。肉は柔らかくてもろく、白色（かさの表皮直下では淡紅色）で、空気に触れるといくぶん赤みがかることがあり、味やにおいは温和である。ひだは柄に長く垂生し、やや疎で厚く、時に二叉分岐し、幼時は灰白色であるが、次第に帯緑暗灰色を経て帯緑暗灰褐色となる。柄は長さ2-5cm程度、多くは基部が細まり、上方ではほとんど白く、下方に向かって帯褐淡紅色を呈し、基部においては表面・肉ともに淡紅色または黄色を呈し、なかほどには綿毛状の不完全なつば（内被膜のなごり）を残すことがあるが消え去りやすく、内部は充実する。

胞子紋は帯オリーブ灰褐色ないし暗灰褐色を呈し、胞子は紡錘状長楕円形で暗褐色・平滑、発芽孔はなく、厚壁である。シスチジアは細長い紡錘状で、先端は丸みを帯び、薄壁またはやや厚壁、外面には褐色を呈する顆粒状の沈着物をしばしばこうむり、内容物は無色または淡褐色である。かさの表皮層は、互いに絡み合いながら匍匐した細い菌糸で構成されており、多少ともゼラチン化する。菌糸はかすがい連結を欠く。

## 生態
おもに二針葉マツ類の細根に侵入し、外生菌根を形成して生活すると考えられていたが、最近では、本種同様にマツ林に普通に見出されるアミタケに寄生し、地中に生息する後者の菌糸を分解・資化して栄養源としていることが明らかにされている。日本においても、しばしばアミタケと混じって発生しているのが見出される。
なお、人工的な胞子の発芽、もしくは子実体組織からの菌糸の人工培養に成功した例は、いまのところ知られていない。

## 分布
ヨーロッパ・中国・シベリア・朝鮮半島および日本に分布するが、北アメリカには産しない。日本では、アカマツ・クロマツ林に多く、北海道から九州にいたる広い地域で見出される。アカマツ・クロマツの天然林が分布しない北海道東部では、これらの植栽林、もしくは海外から移入された二針葉マツ類の人工林に発生し、沖縄ではリュウキュウマツの樹下に生えるという。

## 特殊な成分
子実体からは、プルビン酸の誘導体の一種であるアトロメンチン酸（4-ヒドロキシ-α-[3-ヒドロキシ-4-(4-ヒドロキシフェニル)-5-オキソフラン-2(5H)-イリデン]ベンゼン酢酸）や、ボレグレビロール（Bolegrevilol：4-アセトキシ-5-[(2E,6E,10E)-3,7,11,15-テトラメチル-2,6,10,14-ヘキサデカテトラエニル]レソルシノール）が見出されている。これらは、イグチ目に属する他の菌のいくつかと共通する成分で、前者はニワタケやアミタケおよびヌメリイグチにも含まれており、後者は、ハナイグチおよびチチアワタケから検出されている。

また、子実体には 1,2,4-トリハイドロキシベンゼン（1,2,4-trihydoroxybenzene）も含まれている。これは無色の化合物であるが、酸化されると赤色となり、さらに重合して黒色のゴンフィラクトン（Gomphilactone）に変化する。オウギタケの子実体が、老成時に黒いしみを生じる現象には、おそらくこの化合物が関与しているものと考えられている。

## 類似種
同じ属の菌で日本に分布するものとしては、シロエノクギタケG. glutinosus (Schaeff.) Fr. var. glutinosus およびキオウギタケG. maculatus (Scop.) Fr. の二種が知られているが、両者ともに、オウギタケとは形質をかなり異にしており、区別は難しくない。前者は帯紫灰色ないし帯紫灰褐色（まれにほぼ白色）のかさと、白色の地にしばしば黒紫色・繊維状の小鱗片を有する柄とを備える。また、後者は、かさが幼時はほぼ白色、成熟すれば帯橙黄褐色（アンズ色）を呈することや、カラマツ属の樹下に限って発生することにおいて、オウギタケとは明らかに異なる。

北アメリカに分布するG. septentrionalis Sing. は、外観はオウギタケによく似ており、やや黄色みを帯びた淡紅色のかさと、僅かにピンク色を帯びた柄（基部は濃黄色）とを有するが、発生環境（トウヒ属やモミ属の樹下）において異なる。また、北アメリカやカナダに産するG. subroseus Kauffman もオウギタケに非常に類似した菌で、両者を同種ではないかとする説もあるが、トウヒ属・トガサワラ属・モミ属あるいはツガ属など、マツ属以外の樹下に好んで発生することで区別されている（ポンデローサマツ Pinus ponderosa Douglas ex C.Lawsonの林内にも生えるとする観察例も報告されている）。また、G. subroseus の子実体には、アトロメンチン酸やボレグレビロールは含有されておらず、かわりにゼロコミン酸（Xerocomic acid：α-[(2E)-4-(3,4-ジヒドロキシフェニル)-3-ヒドロキシ-5-オキソフラン-2(5H)-イリデン]-4-ヒドロキシベンゼン酢酸）や、その異性体であるバリエガト酸（Variegatic acid：α-[4-(3,4-ジヒドロキシフェニル)-3-ヒドロキシ-5-オキソフラン-2(5H)-イリデン]-3, 4-ジヒドロキシベンゼン酢酸）が検出されるという。これらの相違点に加え、分子系統学的解析の結果からも、両者は別種である可能性が高い。

## 分類学上の位置づけ
1821年、エリーアス・フリースによって、初めて記載された。この時点では、ひだを備えたハラタケ類全般を意味する広義のAgaricus 属（現代の分類学上のハラタケ属とは定義が異なる）に置かれ、Agaricus glutinosus（現代の分類体系上でのシロエノクギタケを指す）の一変種として扱われた。後（1838年）、フリース自身によって変種から種のランクに引き上げられ、同時に、広義のAgaricus属から、シロエノクギタケをタイプ種としてフリースが設けたGomphidius 属に移され、Gomphidius roseus (Fr.) Fr. の新組み合わせ名が作られた。以後、この学名が正式なものとなっている。

胞子を形成する子実層托はひだ状をなしてはいるが、系統分類学上ではイグチ目に属する菌の一つである。その根拠として、ひだの構造（散開型）や、前述したような子実体の含有成分の共通性が挙げられている。また最近では、分子系統学的な解析からも、この位置づけが広く認知されている。

## 名の由来
和名は、子実体の側面観において、疎で柄に長く垂生したひだを扇子の「骨」にみたてたものである。

方言名としては「あかたけ（鳥取）」・「あかぼ（秋田）」など、赤みを帯びたかさの色調を捉えたと思われる名や、「さまつ（新潟）」・「まつちょんぼり（秋田）」・「ろうまつたけ（大分）」などの、マツ林に好んで発生する性質にちなんだと考えられる名が知られている。秋田ではまた、古い子実体が次第に黒ずむ点に注目したと推察される「くろがわり」の名で呼ぶ地方がある。

属名「ゴンフィディウス」はギリシア語で栓や楔・太釘を意味するゴンフォス（'γομφος'）に由来する。種小名「ロセウス」はラテン語で「バラ色の」を意味する。

英語圏では「rosy spike-cap（直訳すればバライロクギタケ）」あるいは「pink gomphidius（直訳ではモモイロオウギタケ）」などの名で知られている。

## 食毒性
食用になるが、商業的に消費されるほどの収穫量はない。ヨーロッパではさほど重視されず、ほかのきのこを調理する際の増量材的な位置づけがなされているに留まる。ひるがえって、日本においては、調理すると黒ずむものの、適度なぬめりがあって美味であるとされている。油を使った脂肪質の料理（油炒めや揚げ物など）にも、淡白な料理（すまし汁や炊き込みご飯、あるいは煮つけなど）にも合うという。
近縁のシロエノクギタケも同様の発生環境で食用になるが、アミタケと共存しないといった点で異なる。

## ギャラリー
- 傘
- ひだと柄